# Zmarli w czerwcu 2012

## Czerwiec 2012
- 30 czerwca
  - Icchak Szamir – izraelski polityk, premier Izraela w latach 1983–1984 oraz 1986–1992[1]
  - Yomo Toro – portorykański muzyk, wirtuoz mandoliny[2]
- 29 czerwca
  - Juan Reccius – chilijski lekkoatleta, trójskoczek[3]
  - Włodzimierz Sokołowski – polski lekkoatleta tyczkarz, olimpijczyk[4]
- 28 czerwca
  - Stephen Dwoskin – amerykański awangardowy filmowiec, fotograf i eseista[5]
  - Tommaso Rossi – włoski polityk i samorządowiec, działacz kombatancki, eurodeputowany II kadencji (1986–1989)[6]
  - Robert Sabatier – francuski pisarz[7]
- 27 czerwca
  - Don Grady – amerykański aktor, muzyk i kompozytor[8]
  - Stan Cox – angielski lekkoatleta, długodystansowiec[9]
- 26 czerwca
  - Daniel Batman – australijski sprinter, olimpijczyk[10]
  - Ann Curtis – amerykańska pływaczka, trzykrotna medalistka Letnich Igrzysk Olimpijskich w Londynie 1948[11]
  - Juan Carlos Dyrzka – argentyński lekkoatleta, płotkarz[12]
  - Nora Ephron – amerykańska pisarka, dziennikarka, scenarzystka i reżyserka filmowa[13]
  - Adrian Kin – polski geolog, paleontolog[14]
  - Iurie Miterev – mołdawski piłkarz[15]
  - Doris Singleton – amerykańska aktorka[16]
- 25 czerwca
  - Norman Felton – amerykański producent filmowy[17]
  - Ryszard Kossobudzki – polski żołnierz AK, uczestnik powstania warszawskiego[18]
- 24 czerwca
  - Julian Boss-Gosławski – polski rzeźbiarz[19]
  - Gu Chaohao – chiński matematyk[20]
  - Hanna Lachman – polska aktorka[21]
  - Miki Roqué – hiszpański piłkarz[22]
  - Rudolf Schmid – niemiecki duchowny rzymskokatolicki, w latach 1972-1990 biskup pomocniczy diecezji augsburskiej[23]
- 23 czerwca
  - Jan Drwal – polski hydrolog, wieloletni prezes Gdańskiego Towarzystwa Naukowego[24]
  - Brigitte Engerer – francuska pianistka[25]
  - Alan McDonald – północnoirlandzki piłkarz[26]
  - Maria Joanna Radomska – polska zootechnik, specjalizująca się w genetyce i hodowli zwierząt, rektor Szkoły Głównej Gospodarstwa Wiejskiego w Warszawie[27]
- 22 czerwca
  - Magdalena Prokopowicz (menedżerka) – menedżerka, polska działaczka społeczna, prezes fundacji „Rak'n'Roll. Wygraj Życie!”[28]
- 21 czerwca
  - Richard Adler – amerykański kompozytor i autor tekstów, twórca popularnych musicali Broadwayowskich[29]
  - Henryk Bereza – polski krytyk literacki[30]
  - Ramaz Szengelia – gruziński piłkarz, w latach 1979-83 napastnik ZSRR[31]
  - Melecjusz (Kalamaras) – grecki duchowny prawosławny, metropolita Nikopolis i Prewezy[32]
- 20 czerwca
  - Roman Bazan – polski piłkarz[33]
  - Alcides Mendoza Castro – peruwiański arcybiskup rzymskokatolicki[34]
  - Robert Kelleher – amerykański prawnik, działacz sportowy[35]
  - LeRoy Neiman – amerykański artysta, malarz[36]
  - Andrew Sarris – amerykański krytyk filmowy[37]
  - Alexander Vane-Tempest-Stewart – brytyjski arystokrata[38]
- 19 czerwca
  - Anthony Bate – brytyjski aktor[39]
  - Romuald Drobaczyński – polski reżyser dubbingowy i filmowy[40]
  - Andrzej Iwasiewicz – polski naukowiec, prof. dr hab. nauk ekonomicznych[41]
  - Richard Lynch – amerykański aktor[42]
  - Veikko Männikkö – fiński zapaśnik[43]
  - Norbert Tiemann – amerykański polityk, gubernator stanu Nebraska[44]
- 18 czerwca
  - Horacio Coppola – argentyński fotograf[45]
  - Luis Edgardo Mercado Jarrín – peruwiański polityk, premier Peru w latach 1973-1975[46]
  - Calvin Marsh – amerykański śpiewak operowy (baryton)[47]
  - Alkietas Panagulias – grecki piłkarz, trener piłkarski[48]
  - Victor Spinetti – walijski aktor, pisarz, poeta i gawędziarz[49]
- 17 czerwca
  - Włodzimierz Gedymin – polski pułkownik, pilot Wojska Polskiego, uczestnik kampanii wrześniowej[50]
  - Krzysztof Jędrzejko – polski botanik-briolog, geobotanik oraz specjalista w zakresie botaniki farmaceutycznej i zielarstwa ogólnego, prof. zw. dr hab. nauk biologicznych[51],
  - Rodney King – Amerykanin, ofiara napaści policji w 1991 roku, będącej przyczyną zamieszek rasowych[52]
- 16 czerwca
  - Wojciech Jaskot – polski urzędnik państwowy i konsularny, konsul generalny w Chicago (1969–1972, 1975–1979)[53]
  - Nils Karlsson – szwedzki biegacz narciarski, złoty medalista olimpijski oraz brązowy medalista mistrzostw świata[54]
  - Andrzej Oklejak – polski prawnik, specjalista z zakresu postępowania cywilnego[55]
  - Sławomir Petelicki – polski dowódca wojskowy, generał brygady, dyplomata, dowódca Jednostki Wojskowej GROM[56]
  - Gareth Roberts – walijski kierowca rajdowy[57]
  - Krystyna Sadowska-Nizowicz – polska piosenkarka, muzyk zespołu Filipinki[58]
  - Najif ibn Abd al-Aziz Al Su’ud – saudyjski książę, polityk, minister spraw wewnętrznych, wicepremier[59]
  - Susan Tyrrell – amerykańska aktorka[60]
  - Bogumiła Zamora – polska nazaretanka, stróż pamięci i dziedzictwa kard. Stefana Wyszyńskiego[61]
- 15 czerwca
  - Rune Gustafsson – szwedzki gitarzysta jazzowy[62]
  - George Kerr – jamajski lekkoatleta, medalista olimpijski[63]
  - Jerzy Mierzejewski – polski malarz i pedagog, profesor PWSTiF w Łodzi[64]
  - Stefan Stuligrosz – polski dyrygent chórów, twórca Chóru Chłopięco-Męskiego Poznańskie Słowiki, kompozytor; Kawaler Orderu Orła Białego[65]
- 14 czerwca
  - Erik Rhodes – amerykański aktor pornograficzny[66]
  - Jaroslav Šabata – czechosłowacki filozof, polityk, politolog, uczestnik praskiej wiosny, rzecznik Karty 77[67]
  - Gitta Sereny – brytyjska dziennikarka, historyk, pisarka[68]
  - Yvette Wilson – amerykańska aktorka i komik[69]
- 13 czerwca
  - Roger Garaudy – francuski filozof[70]
  - Mehdi Hassan – pakistański piosenkarz[71]
  - William Knowles – amerykański chemik, laureat Nagrody Nobla w dziedzinie chemii 2001[72]
  - Hannu Posti – fiński biathlonista i lekkoatleta[73]
  - Frances Williams – amerykańska menedżer muzyczna[74]
- 12 czerwca
  - Manuel Fernández Fernández – hiszpański piłkarz, dwukrotny król strzelców Primera División (1948 i 1952), trzykrotny reprezentant Hiszpanii[75]
  - Henry Hill – amerykański gangster, którego życie było podstawą scenariusza do filmu Chłopcy z ferajny Martina Scorsese[76]
  - Elinor Ostrom – amerykańska politolog, noblistka z dziedziny ekonomii[77]
- 11 czerwca
  - Héctor Bianciotti – argentyński pisarz[78]
  - Ludwik Drożdż – polski działacz polityczny w okresie PRL, poseł na Sejm (1972–1982)[79]
  - Konrad Gruda – polski dziennikarz sportowy[80]
  - Norman F. Lent – amerykański polityk, członek Izby Reprezentantów (1971–1993)[81]
  - Reggie Pearman – amerykański średniodystansowiec, olimpijczyk[82]
  - Ann Rutherford – kanadyjsko-amerykańska aktorka[83]
  - Janusz Sabor – polski naukowiec, prof. dr hab. inż., kierownik Katedry Genetyki, Nasiennictwa i Szkółkarstwa Leśnego Uniwersytetu Rolniczego im. H. Kołłątaja w Krakowie[84]
  - Eugene Selznick – amerykański siatkarz plażowy, trener[85]
  - Renata Sonnenfeld-Tomporek – polski naukowiec, prof. dr hab. specjalistka prawa międzynarodowego[86]
  - Teófilo Stevenson – kubański bokser, trzykrotny mistrz olimpijski i świata[87]
  - Janusz Weychert – polski reżyser i scenarzysta filmowy[88]
- 10 czerwca
  - Judy Freudberg – amerykańska scenarzystka telewizyjna, współtwórca Ulicy Sezamkowej[89]
  - Georges Mathieu – francuski malarz[90]
  - George Saitoti – kenijski polityk, wiceprezydent, minister[91]
  - Gordon West – angielski piłkarz[92]
- 9 czerwca
  - Paul Jenkins – amerykański malarz[93]
  - Abram Wilson – amerykański trębacz i kompozytor jazzowy[94]
- 8 czerwca
  - Marek Ambroży – polski teolog i filozof, prodziekan i prorektor elekt Chrześcijańskiej Akademii Teologicznej w Warszawie[95]
  - Frank Cady – amerykański aktor[96]
  - Ghassan Tueni – libański dziennikarz, polityk, dyplomata[97]
- 7 czerwca
  - Cotton Owens – amerykański kierowca wyścigowy serii NASCAR[98]
  - J. Michael Riva – amerykański scenarzysta filmowy[99]
  - Bow Welch – amerykański muzyk rockowy i jazzowy, znany z grupy Fleetwood Mac[100]
- 6 czerwca
  - Wiaczesław Iwanow – rosyjski aktor[101]
  - Justinas Karosas – litewski polityk, samorządowiec, naukowiec, profesor[102]
  - Wladimir Krutov – radziecki hokeista, olimpijczyk[103]
  - Nolan Miller – amerykański projektant mody[104]
  - Andrzej Minajew – polski artysta plastyk, malarz i grafik[105]
  - Nemanja Nešić – serbski wioślarz[106]
  - Manuel Preciado Rebolledo – hiszpański piłkarz, trener piłkarski[107]
  - Mykoła Wołosianko – ukraiński piłkarz, grający na pozycji obrońcy, były reprezentant Ukrainy, trener piłkarski[108]
- 5 czerwca
  - Ray Bradbury – amerykański pisarz[109]
  - Athinodoros Prousalis – grecki aktor[110]
  - Barry Unsworth – angielski prozaik[111]
- 4 czerwca
  - Eduard Chil – rosyjski piosenkarz[112]
  - Tadeusz Kałasa – polski rzemieślnik, działacz społeczny, polityk, poseł na Sejm PRL VIII kadencji[113]
  - Rodolfo Quezada Toruño – gwatemalski duchowny katolicki, kardynał, arcybiskup miasta Gwatemala[114]
  - Herb Reed – amerykański muzyk, wokalista grupy The Platters[115]
  - Jerzy Węgierski – polski pisarz, badacz dziejów AK[116]
- 3 czerwca
  - Alessio Bisori – włoski piłkarz ręczny[117]
  - Rosa Guy – amerykańska pisarka[118]
  - Roy Salvadori – brytyjski kierowca wyścigowy[119]
- 2 czerwca
  - Richard Dawson – brytyjski aktor[120]
  - LeRoy Ellis – amerykański koszykarz[121]
  - Kathryn Joosten – amerykańska aktorka[122]
  - Stefan Jurczak – polski polityk, związkowiec, działacz opozycji w okresie PRL, wicemarszałek Senatu III kadencji[123]
  - Soini Nikkinen – fiński lekkoatleta, oszczepnik[124]
  - Gen’ichi Taguchi – japoński inżynier i statystyk[125]
- 1 czerwca
  - Pádraig Faulkner – irlandzki polityk[126]
  - Ryszard Gleich – polski działacz opozycji w okresie PRL, działacz podziemia[127]
  - Czesław Mroczek – polski aktor[128]
  - Barbara Rokowska – polska matematyk, dr hab., profesor Politechniki Wrocławskiej[129]